# Spanish Guitar
Spanish Guitar é o terceiro single do álbum The Heat da cantora de R&B norte-americana Toni Braxton lançado em 2000, composto por Diana Warren e produzido por David Foster. A canção esteve incluída na trilha sonora internacional da novela Laços de Família, da Rede Globo, entre 2000/2001, como tema dos personagens Capitú e Freddy, interpretados, respectivamente, por Giovanna Antonelli e Luigi Baricelli.

## Faixas
US Vinyl, 12", 33 ⅓ RPM, Promo 
- A Spanish Guitar [Joe Claussell Main Mix] 10:53
- B1 Spanish Guitar [JC Modulated Dub] 6:38
- B2 Spanish Guitar [Radio Edit] 4:47

US 2 x Vinyl, 12" 
- A1 Spanish Guitar [HQ2 Mix] 8:54
- A2 Spanish Guitar [HQ2 Radio Edit] 4:10
- B1 Spanish Guitar [Mousse T.'s Deep Vocal Mix] 8:32
- B2 Spanish Guitar [Mousse T.'s Radio Edit] 4:02
- C1 Spanish Guitar [Eiffel 65 Extended Mix] 6:54
- C2 Spanish Guitar [Eiffel 65 TV Edit] 6:53
- D1 Spanish Guitar [Mousse T.'s Extended Mix] 6:53
- D2 Spanish Guitar [Royal Garden Flamenco Mix] 4:34
- D3 Spanish Guitar [Album Version] 4:25

UK 	 2 x Vinyl, 12", Promo 
- A Spanish Guitar [Mousse T's Deep Vocal Mix]
- B1 Spanish Guitar [Royal Garden Remix]
- B2 Spanish Guitar [Mousse T's Gustino Dub]
- C Spanish Guitar [Mousse T's Deep Vocal Instrumental]
- D1 Spanish Guitar [Mousse T's Extended Mix]
- D2 Spanish Guitar [Mousse T's Gustino Instrumental]

UK 	 2 x Vinyl, 12", Promo 
- A1 Spanish Guitar [HQ2 Extended Mix] 8:54
- A2 Spanish Guitar [Royal Garden Flamenco Mix] 4:34
- B1 Spanish Guitar [Mousse T.'s Extended Mix] 6:53
- B2 Spanish Guitar [Eiffel 65 Extended Mix] 6:54
- C1 Spanish Guitar [Mousse T.'s Deep Vocal Mix] 8:23
- C2 Spanish Guitar [Mousse T.'s Deep Vocal Mix Instrumental] 8:32
- D1 Spanish Guitar [HQ2 Dub] 8:58
- D2 Spanish Guitar [Mousse T.'s Gustino Dub] 6:41

Germany Single 
- 1 Spanish Guitar [Radio Version] 4:20
- 2 Spanish Guitar [Royal Garden's Flamenco Mix] 4:35

Germany Maxi-CD 
- 1 Spanish Guitar [Radio Mix] 4:30
- 2 Spanish Guitar [Mousse T.'s Radio Mix] 4:07
- 3 Spanish Guitar [HQ2 Radio Edit] 4:11
- 4 Spanish Guitar [Royal Garden's Flamenco's Mix] 4:35
- 5 Spanish Guitar [Eiffel 65 Radio Edit] 4:30

Canada Maxi-CD 
- 1 Spanish Guitar [Radio Mix] 4:30
- 2 Spanish Guitar [Mousse T.'s Extended Mix] 6:30
- 3 Spanish Guitar [Mousse T.'s Deep Vocal Mix] 8:38
- 4 Spanish Guitar [HQ2 Mix] 8:54
- 5 Spanish Guitar [Royal Garden's Flamenco Mix] 4:35
- 6 Spanish Guitar [Eiffel 65 Extended Mix] 6:57

## Charts
| Chart (2000)                     | Peak position |
| -------------------------------- | ------------- |
| Australian Singles Chart         | 44            |
| Austrian Singles Chart           | 28            |
| Belgian Singles Chart (Flanders) | 46            |
| Belgian Singles Chart (Wallonia) | 32            |
| Dutch Top 40                     | 17            |
| French Singles Chart             | 37            |
| German Singles Chart             | 45            |
| Swedish Singles Chart            | 49            |

| Chart (2000)                         | Peak position |
| ------------------------------------ | ------------- |
| Swiss Singles Chart                  | 36            |
| U.S. Billboard Hot 100               | 98            |
| U.S. Billboard Hot R&B/Hip-Hop Songs | 75            |
| U.S. Billboard Hot Dance Club Play   | 1             |
| Chart (2001)                         | Peak position |
| U.S. Billboard Adult Contemporary    | 20            |

## Versão de Alexandre Pires
"A Musa das Minhas Canções" é uma canção gravada pelo cantor de samba, pagode brasileiro Alexandre Pires, lançada em 2002 como primeiro e único single do álbum Minha Vida, Minha Música. Versão de Spanish Guitar, de Toni Braxton, o músico gravou a canção em estilo pop romântico, que era seu gênero musical nessa época.

## References
1. ↑  Xavier, Nilson. «Laços de Família». Teledramaturgia. Consultado em 8 de fevereiro de 2021
2. 1 2 3 4 5 6 7  «Toni Braxton – Spanish Guitar – swisscharts.com». swisscharts.com. Consultado em 5 de outubro de 2008
3. ↑  «Nederlandse Top 40 – week 41 – 2000». Top 40 (em neerlandês). Consultado em 13 de setembro de 2009
4. ↑  «Musicline.de – Toni Braxton – Spanish Guitar». Musicline.de (em alemão). Consultado em 5 de outubro de 2008. Arquivado do original em 28 de junho de 2009
5. 1 2 3 4  «The Heat > Charts & Awards > Billboard Singles». Allmusic. Consultado em 5 de outubro de 2008

| Precedido por "I Never Knew" by Deborah Cox | U.S. Billboard Hot Dance Club Play number-one single August 19, 2000 | Sucedido por "Desire" by Ultra Naté |